# Крисовицька сільська рада
| Крисовицька сільська рада — колишній орган місцевого самоврядування у Мостиському районі Львівської області з адміністративним центром у с. Крисовичі. Історична дата утворення: в 1940 році. Водоймища на території, підпорядкованій даній раді: річка Січня, озеро "Козирівка". Сільській раді були підпорядковані населені пункти: - с. Крисовичі - с. Нагірне - с. Чишки |

## Склад ради
Рада складалася з 16 депутатів та голови.

### Керівний склад ради
| ПІБ                          | Основні відомості                                                                                          | Дата обрання | Дата звільнення |
| ---------------------------- | --- | ------------ | --------------- |
| Засадний Петро Володимирович | Сільський голова, 1957 року народження, освіта, безпартійний                                               | 26.03.2006   | 31.10.2010      |
| Засадний Петро Володимирович | Сільський голова, 1957 року народження, освіта незакінчена вища, член Всеукраїнського об'єднання «Свобода» | 31.10.2010   |                 |

Примітка: таблиця складена за даними джерела